# Radonjićské jezero
Radonjićské jezero (albánsky Liqeni i Radoniqit, srbsky Радоњићко језеро/Radonjićko jezero) je umělé jezero v západní části Kosova. Administrativně se nachází na území opštiny Đakovica. Se svojí rozlohou 5.62 km2 je do velikosti druhé na území Kosova hned po jezeru Gazivode.
Jezero bylo vytvořeno napuštěním umělé hráze v 80. letech 20. století. Svůj název nese po vesnici, která se nachází nedaleko jeho hráze. Jezero slouží k zásobování měst Đakovica a Orahovac a dalších vesnic (celkem cca 214 tisíc lidí). Rovněž slouží k zavlažování okolní půdy.
Během války v Kosovu se v blízkosti jezera nacházel štáb Kosovské osvobozenecké armády. Uskutečnil se zde masakr, kdy bylo třicet civilistů albánské a srbské národnosti zabito a jejich těla vhozena do jezera.